# Euthalia sastra
Euthalia sastra är en fjärilsart som beskrevs av Hans Fruhstorfer. Euthalia sastra ingår i släktet Euthalia och familjen praktfjärilar. Inga underarter finns listade i Catalogue of Life.